# Петар Васков
Петар Васков (болг. Петър Николов Васков; 18 травня 1875, Велес — 10 листопада 1907, Ладжакьой, (псевдоніми Новак, Педро і Тихомиров) — болгарський революціонер, активіст Внутрішньої македонсько-одринської революційної організації.

## Біографія
Народився 18 травня 1875 року у Велесі. Брат Панчо Васкова. У 1893 році закінчив вісім класів Солунської болгарської чоловічої гімназії. У 1896 році закінчив фізико-математичний факультет Софійського університету. Працював учителем у Ломі, Видині, де викладав Михаїл Думбалаков, Сілістрі, і з 1898 по 1900 роки в Одринській болгарській чоловічій гімназії.
Звільнений за революційну діяльність з вищої школи, став вчителем у Слівені. У липні-серпні 1901 році був делегатом Дев'ятого македонсько-одринського конгресу.
1902 року вступив до Школи резервних офіцерів у Софії.
Під час Ілінденського повстання в 1903 році був поранений під час битви.
З 1904 по 1907 роки знову був викладачем у вищій школі Едірне.
Помер 10 листопада 1907 році.

## Джерела

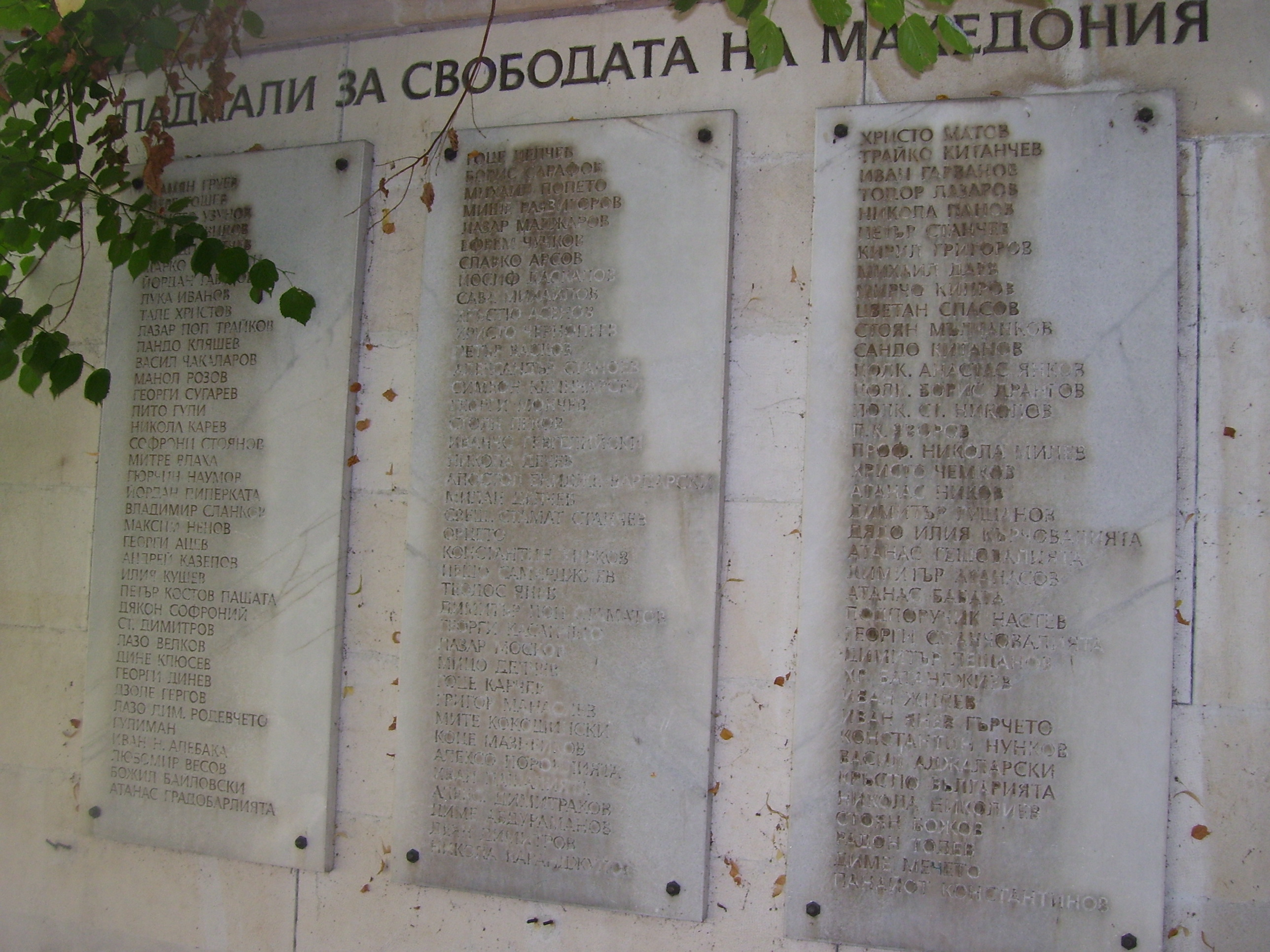
Паметникът «Паднали за свободата на Македония» в Кюстендил с името на Васков (12-и във втората колона).